# Metropolita Mar Thoma
Matropolita Mar Thoma (em malaiala: മാർത്തോമ മെത്രാപ്പോലീത്ത, translit.: mārttēāma metrāppēālītta), também conhecido como  Metropolita Sírio Malankara ou Metropolita de Malankara, é o título que é dado ao Chefe Supremo da Igreja Malankara. A Igreja Malankara foi dividida em diferentes facções ao longo dos anos. No entanto, o Chefe Supremo da Igreja Síria de Mar Thoma usa o título de Metropolita Mar Thoma defendendo o caráter autônomo da Igreja Malankara. O atual Metropolita Mar Thoma do Trono Sagrado Apostólico de São Tomás é o Dr. Teodósio Mar Thoma de Malankara. Este título, no entanto, não é reconhecido pelo Supremo Tribunal da Índia e, portanto, é considerado um título simbólico mantido apenas pela Igreja Síria de Mar Thoma.